# Gebrauchstauglichkeit (Produkt)
Gebrauchstauglichkeit (englisch usability) bezeichnet nach DIN EN ISO 9241-11 das Ausmaß, in dem ein System, ein Produkt oder eine Dienstleistung durch bestimmte Benutzer in einem bestimmten Nutzungskontext genutzt werden kann, um bestimmte Ziele effektiv, effizient und zufriedenstellend zu erreichen. Sie ist damit eng verwandt mit dem umgangssprachlich geläufigeren Begriff der Benutzerfreundlichkeit (engl. user friendliness) sowie dem breiter gefassten Konzept der User Experience (UX).
Bei den Gebrauchseigenschaften wird zudem zwischen den unbedingt erforderlichen und denen mit zusätzlichem Nutzen unterschieden. Die Gebrauchstauglichkeit kann sich im Rahmen der standardisierten Betrachtung immer nur auf hinreichend objektivierbare Tatbestände beziehen.
Die Untersuchung der Gebrauchstauglichkeit inkl. der Benutzerfreundlichkeit sind wesentliche Komponenten bei Warentests.

## Normen
Die Normengremien haben verschiedene Normen veröffentlicht, die im Hinblick auf die Usability von Interesse sind:
- ISO 9126 (DIN 66272): Qualitätskriterien für Softwareprodukte – Qualitätsmerkmale und Leitfaden zu ihrer Verwendung
- ISO 9241: Ergonomische Anforderungen für interaktive Systeme sowie der Prozess zur Gestaltung interaktiver Systeme
- ISO/IEC 12119: Software-Erzeugnisse – Qualitätsanforderungen und Prüfbestimmungen
- ISO 14915: Software-Ergonomie für Multimedia-Benutzungsschnittstellen
- EN 60601-1-6: Gebrauchstauglichkeit für Medizinische elektrische Geräte
- EN 62366: Anwendung der Gebrauchstauglichkeit auf Medizinprodukte
- DIN 66050: Gebrauchstauglichkeit - Begriff (1982)

## Besonderheiten bei medizinischen Geräten

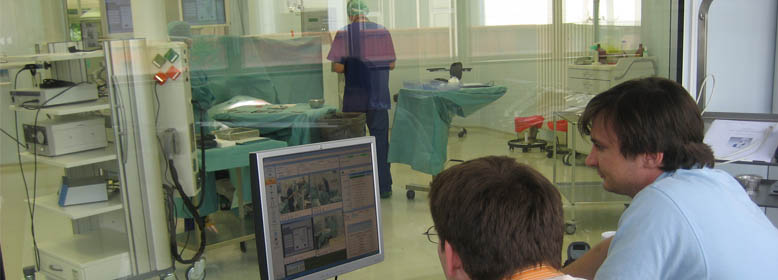
Gebrauchstauglichkeitstest im Experimental-OP Tübingen

Da medizinische Geräte in der Regel sicherheitskritische Geräte sind, müssen auch spezielle Anforderungen an die Gebrauchstauglichkeit für diese Geräte gestellt werden. So ist neben den Gebrauchstauglichkeitsfaktoren Effizienz, Effektivität und Zufriedenheit auch die Sicherheit zu beachten. Auch sollte ein Usability-Test in einem speziellen Usability-Labor durchgeführt werden, um eine typische Nutzungsumgebung und -situation zu simulieren. Spezielle Anforderungen für die Verifizierung und Validierung der Gebrauchstauglichkeit medizinischer Geräte sind in den Normen DIN EN 60601-1-6 und DIN EN 62366 festgelegt.